# Tour Le Millefiori
La tour Le Millefiori est un gratte-ciel situé dans la principauté de Monaco.

## Histoire
La tour est construite en 1969 par les entrepreneurs marseillais, les « frères Cravero ».
Il s'agit à l'époque de ne pas dépasser cette hauteur comme ce sera ensuite le cas pour la tour L'Annonciade, plus haut gratte-ciel de Monaco. En réalité la tour prévue pour 111 mètres mesure 5,60 mètres de plus soit 116,60 m, dû à la configuration du terrain et aux couches géologiques plus fragiles que prévu (l'excavation a dû s'arrêter avant en raison des problèmes hydrauliques, résurgences, cavités naturelles...). À  l'époque, du point de vue du droit, il fut impossible de déclarer la véritable hauteur de la tour. La hauteur de 111 mètres a été retenue afin d'éviter des problèmes juridiques. Il fut également impossible de s'arrêter à 111 m sans sacrifier deux étages (35 au lieu de 37). Le promoteur n'y aurait pas survécu en raison du financement prévisionnel et du prix du mètre-carré en principauté. Depuis 2009, la hauteur n'est plus aussi réglementée à Monaco (voir tour Odéon). La hauteur de la tour Millefiori reste pourtant officiellement de nos jours à 111 mètres. 

## Structure
La tour mesure officiellement 111 m de haut et comporte 37 étages. Elle est dépassée de plus d'un tiers, près de 40 ans après sa construction, par la tour Odéon.